# اقتصاد سیاسی بین‌المللی
اقتصاد سیاسی بین‌المللی (به انگلیسی:International political economy) که تحت عنوان اقتصاد سیاسی جهانی (به انگلیسی:Global political economy) نیز شناخته می‌شود، رشته‌ای دانشگاهی در علوم اجتماعی است که روابط بین‌الملل را در کنار اقتصاد سیاسی بررسی و تحلیل می‌کند. اقتصاد سیاسی بین‌المللی به عنوان یک موضوع میان‌رشته‌ای از دیدگاه‌ها و زمینه‌های مختلف که مهم‌ترین آنها علوم سیاسی و اقتصاد به همراه جامعه‌شناسی، تاریخ و مطالعات فرهنگی می‌باشد بهره می‌جوید.

## برداشتهای سنتی
دیدگاهای موجود دربرداشت اقتصاد سیاسی بین‌الملل عبارت است از:
- مکتب لیبرالی: دکترین سازمان دهی و مدیریت اقتصاد بازار به منظور دستیابی به کارایی رشد اقتصادی و رفاه فردی. در این سنت در رابطه اقتصاد و سیاست، استقلال اقتصاد مطرح است.
- مکتب واقع گرا (یا ملی‌گرا، یا مرکانتالیسم): این نظریه که فعالیت اقتصادی به‌طور کلی باید تابع هدف اصلی ساخت دولت قوی باشد. در این سنت در رابطه اقتصاد و سیاست، اصل با سیاست است.
- مکتب مارکسیسم: این نظریه که سیاست هویت مستقلی ندارد و صرفاً بر پایه اقتصاد شکل می‌گیرد.

## چهارچوب کارکردی
چهارچوب کارکردی دیدگاه اقتصاد سیاسی بین‌الملل از سه بخش پیرامونی، مرکز و شبه پیرامون بر اساس نظریه نظام جهانی تشکیل شده‌است؛ هدف اصلی آن بقا و ارتقا در چنین چرخه‌ای است؛ دولتها واحدهای ثانویه هستند و به عنوان نمایندگان طبقات عمل می‌کند.